# Turniej o Srebrny Kask 2014
Turniej o Srebrny Kask 2014 – zawody żużlowe, organizowane przez Polski Związek Motorowy dla zawodników do 21. roku życia. W sezonie 2014 rozegrano dwa turnieje półfinałowe oraz finał, w którym zwyciężył Piotr Pawlicki z Unii Leszno.

## Finał
- Krosno, 27 lipca 2014
- Sędzia: Tomasz Proszowski

| Msc. | Zawodnik           | Klub         | Pkt |             |  |
| ---- | ------------------ | ------------ | --- | ----------- |  |
| 1    | Piotr Pawlicki     | Leszno       | 14  | (3,3,2,3,3) |  |
| 2    | Krystian Pieszczek | Gdańsk       | 13  | (2,3,2,3,3) |  |
| 3    | Szymon Woźniak     | Bydgoszcz    | 12  | (3,2,1,3,3) |  |
| 4    | Adrian Cyfer       | Gorzów Wlkp. | 11  | (1,3,2,3,2) |  |
| 5    | Patryk Malitowski  | Wrocław      | 10  | (2,3,1,2,2) |  |
| 6    | Paweł Przedpełski  | Toruń        | 9   | (2,0,3,1,3) |  |
| 7    | Łukasz Sówka       | Rzeszów      | 9   | (2,2,3,1,1) |  |
| 8    | Kacper Gomólski    | Tarnów       | 8   | (d,2,3,2,1) |  |
| 9    | Daniel Kaczmarek   | Leszno       | 6   | (3,1,1,1,0) |  |
| 10   | Kacper Woryna      | Rybnik       | 6   | (w,1,2,1,2) |  |
| 11   | Mateusz Borowicz   | Tarnów       | 5   | (3,1,1,d,–) |  |
| 12   | Tobiasz Musielak   | Leszno       | 5   | (1,d,0,2,2) |  |
| 13   | Adrian Gała        | Gniezno      | 4   | (1,1,0,2,w) |  |
| 14   | Oskar Fajfer       | Toruń        | 3   | (0,0,3,w,–) |  |
| 15   | Patryk Dolny       | Wrocław      | 3   | (1,2,0,0,d) |  |
| 16   | rez. Ernest Koza   | Tarnów       | 2   | (1,1)       |  |
| 17   | Artur Czaja        | Częstochowa  | 0   | (0,0,0,w,d) |  |
| 18   | rez. Oskar Polis   | Częstochowa  | 0   | (0,w)       |  |

Bieg po biegu:
1. Kaczmarek, Sówka, Gała, Gomólski (d/start)
2. Borowicz, Przedpełski, Musielak, Czaja
3. Pawlicki, Pieszczek, Cyfer, Woryna (w/u)
4. Woźniak, Malitowski, Dolny, Fajfer
5. Malitowski, Gomólski, Woryna, Musielak (d/start)
6. Cyfer, Sówka, Borowicz, Fajfer
7. Pieszczek, Woźniak, Kaczmarek, Przedpełski
8. Pawlicki, Dolny, Gała, Czaja
9. Gomólski, Pieszczek, Borowicz, Dolny
10. Sówka, Pawlicki, Woźniak, Musielak
11. Fajfer, Woryna, Kaczmarek, Czaja
12. Przedpełski, Cyfer, Malitowski, Gała
13. Pawlicki, Gomólski, Przedpełski, Fajfer (w/u)
14. Pieszczek, Malitowski, Sówka, Polis (Czaja w/2 min.)
15. Cyfer, Musielak, Kaczmarek, Dolny
16. Woźniak, Gała, Woryna, Borowicz (d/3)
17. Woźniak, Cyfer, Gomólski, Czaja
18. Przedpełski, Woryna, Sówka, Dolny (d/3)
19. Pawlicki, Malitowski, Koza, Kaczmarek
20. Pieszczek, Musielak, Koza, Polis (w/u) (Gała - w/utrudnianie startu)